# 小行星5089
小行星5089（英語：5089 Nadherna）是一颗围绕太阳公转的小行星。1979年9月25日，安東寧·姆爾科斯在克列特发现了此天体。
这颗小行星的绝对星等为127.82421等。